# Dyopedos monacanthus
Dyopedos monacanthus är en kräftdjursart som först beskrevs av Metzger 1875.  I den svenska databasen Dyntaxa används istället namnet Dyopedos monacantha. Dyopedos monacanthus ingår i släktet Dyopedos och familjen Podoceridae. Arten är reproducerande i Sverige. Inga underarter finns listade i Catalogue of Life.